# Protosemític
El protosemític és la protollengua que constitueix una aproximació reconstruïda de la llengua mare que hauria donat lloc a les llengües semítiques. Encara que es tracta d'una llengua no testimoniada, gran part del seu lèxic i les seves característiques gramaticals són hipotèticament reconstruïbles sobre la base de les modernes llengües semítiques.
El protosemític hauria de situar-se entorn del mil·lenni IV aC, sent més o menys contemporani del protoindoeuropeu. Sembla que correspondria als primers semites que van emigrar cap a Orient Pròxim després que el Sàhara es tornés un desert més dur. Els primers testimoniatges escrits de les llengües semítiques estan en accadi i daten del segle XXIII aC (vegeu Sargon d'Accad). Les primeres inscripcions en escriptura protosinaítica, utilitzades presumiblement per parlants d'una llengua semítica daten del segle XVIII aC.

## Fonologia
En l'últim estadi del protosemític el sistema vocàlic de la llengua comprenia tres vocals breus (a, i, o) i tres vocals llargues (ā, ī, ū). Pel que fa a les consonants el protosemític consta de 29 fonemes consonàntics, transcrites a continuació segons les convencions semitològiques habituals (entre parèntesis es dona l'equivalent AFI temptatiu):
| Consonants   | Consonants             | Sonora | Sorda | Emfàtica  | Nasal |
| ------------ | ---------------------- | ------ | ----- | --------- | ----- |
| Labials      | oclusives              | b [b]  | p [p] | m [m]     |       |
| Labials      | aproximant             | w [w]  |       |           |       |
| Interdentals | fricatives             | ḏ [ð]  | ṯ [θ] | ṱ [θˁ,θʼ] | n [n] |
| Alveolars    | oclusives              | d [d]  | t [t] | ṭ [tˁ,tʼ] | n [n] |
| Alveolars    | fricativa postalveolar | š [ʃ]  |       |           | n [n] |
| Alveolars    | fricatives alveolars   | z [z]  | s [s] | ṣ [sˁ,sʼ] | n [n] |
| Alveolars    | laterals               | l [l]  | ś [ɬ] | ṣ́ [ɬˁ,ɬʼ] | n [n] |
| Alveolars    | vibrant                | r [r]  |       |           |       |
| Palatals     | aproximant             | i [j]  |       |           |       |
| Velars       | oclusives              | g [ɡ]  | k [k] | q [kˁ,kʼ] |       |
| Velars       | fricatives             | ġ [ɣ]  | ḫ [x] |           |       |
| Faringals    | fricatives             | ʻ [ʕ]  | ḥ [ħ] |           |       |
| Glotals      | oclusiva               | ʼ [ʔ]  |       |           |       |
| Glotals      | fricativa              | h [h]  |       |           |       |

| Vocals  | curta | curta | llarga | llarga |
| ------- | ----- | ----- | ------ | ------ |
| Tancada | i [i] | o [u] | ī [iː] | ū [uː] |
| Oberta  | a [a] | a [a] | ā [aː] | ā [aː] |

## Llista de termes protosemítics
La següent és una petita mostra del lèxic hipotèticament reconstruït:
- ba (negació)
- bak 'copejar, dividir, partir'
- dim / *dam 'sang'
- dar- 'incrementar, engrandir'
- -fir 'flor, fruit'
- kama? 'menjar'
- pir- 'volar'
- sum / *sim 'nom'
- sin/ *san 'nas'
- -tuf 'escopir'